# Sigmaringen járás
Sigmaringen járás egy járás Baden-Württembergben. Sigmaringen járás Boden-tói, Ravensburg, Biberach, Reutlingen, Zollernalb, Tuttlingen és Konstanz járásokkal határos. Lakosainak száma 127 272 fő (2014. szeptember 30.).

## Népesség
A járás népessége az elmúlt években az alábbi módon változott:

| 2014 | 127 272 |